# Îles Ayatawanikaw
Îles Ayatawanikaw är en ögrupp i Lac Wiyâshâkimî i provinsen Québec i Kanada. Ögruppen delar sjön i en nordvästlig och en sydöstlig del.  Den består av några större öar samt hundratals småöar. Den största av öarna är Île Mantunikw.